# 롤랑 바르트
롤랑 제라르 바르트(프랑스어: Roland Gérard Barthes, 1915년 11월 12일 ~ 1980년 3월 26일)는 프랑스의 철학자이자 비평가이다.

## 생애
롤랑 바르트는 1915년 11월 12일 노르망디 셰르부르에서 태어났다. 10대 후반에 폐결핵에 걸리게 되고, 이후 일생에 걸쳐 여러번 요양원을 드나들게 된다. 1935년부터 1939년까지 소르본 대학에서 고전문학을 공부한 후, 파리에서 고등학교 선생을 했다. 이후 부카레스트, 알렉산드리아에서 대학강사를 하며 보냈고, 1952년 파리의 국립과학연구원(프랑스어: Centre national de la recherche scientifique)의 연구원이 되었다. 1953년 근대문학의 형성을 다룬 《글쓰기의 영도 Le Degré zéro de l'écriture》가 출판됐고, 1957년 일상생활의 이데올로기를 비판한 기고문을 모아 엮은 《신화론Mythologies》이 뒤따랐다. 1962년 고등연구실습원(프랑스어: École pratique des hautes études)의 연구책임자로 임명됐다.
1960년대 기호학과 구조주의에 전념했지만(《기호학원론 Éléments de sémiologie》(1964), 《유행의 체계 Système de la mode》(1967)), 곧이어 구조주의를 폐기했다(《S/Z》(1970), 《텍스트의 쾌락 Le Plaisir du texte》(1973)).
다재다능하여 연주도 하고 그림도 그렸던 바르트는 《오브비와 옵투스 L'Obvie et l'obtus》(1982)에서 슈만과 톰블리(C.Y. Twombly)를, <밝은 방: 사진에 대한 노트 La Chambre claire. Note sur la photographie>(1980)에서 사진을 다루었다. 1976년 콜레주 드 프랑스(프랑스어: Collège de France)의 문학기호학 교수로 초빙됐다. 바르트의 다방면의 작품들은 고유한 발전과 현실적 위치를 끊임없이 성찰한 결과들이다 (자서전인 《롤랑 바르트가 쓴 롤랑 바르트 Roland Barthes par Roland Barthes》(1975)와 대담집 《목소리의 입자 Le Grain de la voix. Entretiens 1962~1980》(1981) 참고).특히 그가 쓴 '작가의 죽음'은 세계적으로 큰 반향을 일으켰다.
사후에 출판된 《작은 사건들 Incidents》(1987)에서 동성애를 고백했다(미셸 푸코와 연인관계였다).
1980년 2월 25일 교통사고를 당하고 한 달 후인 3월 26일 병원에서 죽음을 맞이한다.

## 사상

### 소쉬르의 구조주의와 비교한 바르트의 포스트구조주의
한 사물의 의미는 그 사물 자체가 지니는 특성에 의해 결정되는 것이 아니라 다른 사물들과의 관계에 따라 결정된다. 사물의 의미는 전체의 체계와 관계에 의해 결정되기에 체계의 변화에 따라 사물의 의미 역시 변화한다. 이러한 구조주의는 페르디낭 드 소쉬르(Ferdinand de Saussure)에 의해 언어학에서 발전되었다. 이는 소쉬르가 언어를 ‘관념을 표현하는 기호의 체계’라고 나타냈었다는 점에서 확인할 수 있다. 한 사물이 표시되는 형식(기표, signifiant)과 그 사물의 의미(기의, signifié) 사이에는 어떤 연관성도 없다. 그 사물의 의미는 전체 언어 체계 안에서 다른 언어들과의 관계에 따라 결정된다. 이것이 소쉬르(Ferdinand de Saussure)의 구조주의(structuralisme)이다.
절대적 의미를 찾으려는 구조주의는 상대적이고 불안정함을 지적하며 구조주의의 문제점을 깨달은 구조주의자들에 의해 1960년대 포스트구조주의(poststructuralisme)가 발생하였다. 포스트구조주의는 다른 것들과의 관계 속에서 진정한 하나의 의미만을 찾으려는 구조주의와 달리 다양한 해석을 허용하였다. 롤랑 바르트 ‘해석의 무한성’을 주장한 포스트구조주의의 대표 주자이다.
롤랑 바르트는 소쉬르와 달리 기표와 결합하는 기의가 단일한 존재임을 부정하였다. 즉, 하나의 기표가 다양하게 해석될 수 있음을 의미한다. 이는 그의 저서 [텍스트의 즐거움], [저자의 죽음] 등에서 찾을 수 있다. 그에게 진정한 기의의 객관성을 획득하는 것은 전제된 언어를 버리는 것이다. 전제된 언어를 버리고 나면, 자신이 텍스트에 투영하는 의미를 포함하여 다른 모든 해석이 무한하게 가능한 ‘해석의 무한성’을 주장하였다. 더 나아가 바르트는 기의가 사회나 혹은 어떤 집단의 신화로서 채워진다는 것을 간파하였고, 프랑스 사회에 자리 잡은 신화들을 파악하려고 했다.

### Mythologies (신화론) 1957
서구에서 근대의 등장과 함께 인간은 신이 차지하고 있던 전지전능한 자리를 탈취하였는데, 그때 사용한 무기가 바로 ‘이성(理性)’이었다. 그런데 인간은 그렇게 신의 자리를 탈취한 것에 만족하지 않고, 고대의 신들이 그랬듯이 그 권능을 행사하려고 했다. 그 권능의 행사에 앞장선 것이 이른바 ‘부르주아’라고 알려진 계층들이었다.
'이성’에 ‘자본’이라는 막강한 화력을 더함으로써 근대의 신으로 군림하게 된 그들은, 자신들의 이데올로기를 유지ㆍ강화ㆍ확대하는 담론들을 생산하여 유포시키기 시작했다. 그러한 담론들 중, 수 세기를 거치면서 현재까지 살아남은 것들은 현대의 신화가 되었다. 바르트가 주목하고 있는 신화란 바로 이러한 부르주아의 신화인 것이다.
바르트에 따르면, 신화는 그 구조에 있어서는 이차적인 기호학적 체계로 이루어져 있으며, 그 의미작용에 있어서는 이중성을 띠고 있다. 즉 신화는 대상언어 위에 덧씌워진 메타언어로 이루어져 있고, 표면적인 의미만으로는 다 말하여지지 않는 의도를 그 밑에 숨기고 있다는 것이다.
롤랑 바르트의 <신화론>은 현대 사회의 일상적 삶에서 발견되는 사소한 사물들과 현상들 안에 깃들어 있는 신화들의 숨겨진 이데올로기를, 그 감춰진 의도를, 우리에게 발가벗겨 보여준다.— 정철용, "현대의 신화, 뒤집어 읽기", 오마이뉴스 (2004년 3월 9일)

### Fragments d'un discours amoureux (사랑의 단상) 1977
‘사랑의 단상’은 20세기 프랑스를 대표하는 프랑스의 지성 롤랑 바르트가 철학과 심리학, 정신분석학을 넘나들고 문학과 예술과 인생을 아우르며 들려주는 사랑에 관한 섬세하고 고급스러운 사유이다. 이 책에서 바르트는 <젊은 베르테르의 슬픔>을 바탕으로 사랑하는 사람들 간의 담화를 다각도로 정리하였다. (단상 : 생각나는 대로의 단편적인 생각)
‘사랑의 단상’의 원제는 ‘Fragments d’un discours amoureux’이다. 직역하면 ‘사랑 담론의 단편들’이다. 그러나 바르트가 한 인터뷰에서 밝힌 대로 이 책에서 사랑에 관한 철학적 담론이나 수필이 아닌 사랑하는 사람의 말을 글의 형식으로 만든 것이다. 그래서 영어번역 제목인 ‘연인의 담론’이 저자의 의도에 가장 가깝다는 해석도 있다. 이 글은 독자가 일반적으로 기대하는 사랑이야기와는 거리가 있다. 그렇기 때문에 책의 분류는 인문학과 정신분석학으로 되는 것이다. 이 책에서 바르트는 사랑하는 사람을 단순히 어떤 증세가 있는 환자로 환원시키기를 거부하고, 사랑이라는 지극히 비이성적이고 부조리하며 고통스러운 욕망을 발견하고 인정하는 과정을 위로하고 격려한다.

### 바르트와 revues (학술지)
1952년, 롤랑 바르트는 프랑스 외교 통상부에서 일했던 파리로 돌아와서 그는 Esprit라는 학술지에 "Le monde où l’on catche"을 출간했다. 계속해서 Combat와 Maurice Nadeau(모리스 나도)의 Les Lettres nouvelles라는 학술지에는 "Petites mythologies du mois"를 실었다. 그의 짧은 글들은 그를 유명해지게 했고, 1957년 한 권으로 합쳐졌다.
그러나 그의 첫 번째 수필인 글쓰기의 영도는 1953년 출판되었고 빠른 시일 내에 그것은 글의 내재적 논리에 관심을 갖는 새로운 비평의 선언으로 간주되었다. 바르트는 학술지 Communication과 Tel Quel을 만드는 데에 참여했다.
1962년 바르트는 Michel Foucault, Michel Deguy와 함께 학술지 Critique의 첫 번째 편집 위원회로 들어갔다.
- Communication[깨진 링크(과거 내용 찾기)]은 1961년 Georges Friedmann와 Roland Barthes, Edgar Morin에 의해 만들어졌다. 이것은 매스 커뮤니케이션과 프랑스의 기호학적 분석의 연구에 대한 출판물이다. 1980년대 이후, 인간-사회학적인 문제에 관련된 주제로 확장되었으며 정치 과학, 정보 과학, 커뮤니케이션, 사회학에 관한 내용을 다루고 있다. 2014년까지 출판되었으며 총 95개의 문서 자료가 있다.

- Tel Quel은 1960년, 파리에서 설립된 아방가르드의 문학 학술지이다. Jean-Édern Hallier , Philippe Sollers, Julia Kristeva 등 파리의 젊은 작가들이 모인 Éditions du Seuil에 의해 만들어졌다. 이것은 문학의 역사의 고전 선봉에 의한 재평가를 반영하는 것을 목적으로 했다. 1982년 출판이 중지되었고 후에 L'Infini라는 이름으로 바꾸어 1983년 다시 출판을 시작했다.

## 저작
- 《글쓰기의 영도 Le Degré zéro de l'écriture》, Paris, 1953
- 《신화론 Mythologies》, Paris, 1957
- 《기호학 원론 Éléments de sémiologie》, in 'Communications' 4, 1964; Paris, 1965
- 《유행의 체계 Système de la mode》, Paris, 1967
- 《기호의 제국 L'Empire des signes》, Genève-Paris, 1970
- 《텍스트의 쾌락 Le Plaisir du texte》, Paris, 1973
- 《롤랑 바르트가 쓴 롤랑 바르트 Roland Barthes par Roland Barthes 》, Paris, 1975
- 《사랑의 단상 Fragments d'un discours amoureux》, Paris, 1977
- 《강의 Leçon》, Paris, 1978
- 《밝은 방: 사진에 대한 노트 La Chambre claire: Note sur la photographie》, Paris, 1980
- 《목소리의 결정 Le Grain de la voix. Entretiens 1962~1980》, Paris, 1981
- 《Essais critiques III. L'Obvie et l'Obtus》, Paris, 1982
- 《Essais critiques IV. Le Bruissement de la langue》, Paris, 1984
- 《기호학의 모험 L'Aventure sémiologique》, Paris, 1985
- 《작은 사건들 Incidents》, Paris, 1987
- 《전집 Œuvres complètes》, Paris, 1993~2002

## 참고 문헌
- 《마이클잭슨에서 데리다까지》(박정자, 기파랑)